# یواس‌اس پیمونت (ای‌دی-۱۷)
یواس‌اس پیمونت (ای‌دی-۱۷) (به انگلیسی: USS Piedmont (AD-17)) یک کشتی بود که طول آن ۵۳۰ فوت ۶ اینچ (۱۶۱٫۷۰ متر) بود. این کشتی در سال ۱۹۴۲ ساخته شد.